# Bewegte Männer
Bewegte Männer war eine deutsche Sitcom, die auf Ralf Königs Comic und dem darauf aufbauenden Film Der bewegte Mann von Sönke Wortmann basiert. König selbst war an dem Projekt weder inhaltlich noch finanziell beteiligt und distanziert sich deutlich von der entstandenen Sitcom, die er für „grottenschlecht“ und schwulenfeindlich befindet. Die Serie wurde in den Jahren 2003 und 2004 für den Deutschen Fernsehpreis als beste Sitcom nominiert.

## Inhalt
Bewegte Männer erzählt die Geschichte einer Freundschaft zwischen zwei sehr unterschiedlichen Individuen, Norbert und Axel. Ähnlich wie mit der Liebe, von der keiner weiß, wo sie hinfällt, verhält es sich auch mit ihrer Freundschaft. Wäre da nur nicht ein kleines Problemchen: Norbert ist schwul, Axel hetero. Norberts heimliche Schwärmereien für Axel und seine sichtlichen Annäherungsversuche machen das Leben in der WG, die beide bewohnen, gleichermaßen abwechslungsreich wie turbulent. Gemeinsam mit ihrem ebenso bunt gemischten Freundeskreis geraten Norbert und Axel immer wieder in haarsträubende und irrwitzige Situationen.

## Hauptfiguren
- Der heterosexuelle Axel Feldheim, der sich in die Kneipenbesitzerin Doro verliebt hat.
- Norbert Brommer, der seiner Mutter Margarethe lange Zeit seine Homosexualität verschwiegen hat.
- Doro Zöllner, die Besitzerin der Lieblingskneipe der Männer.
- Walter (genannt Waltraud), der stets sehr feminin agiert.
- Frank, Polizist und Waltrauds Geliebter.
- Norberts Mutter Margarethe, die ständig versucht, ihrem Sohn eine Frau zu angeln, da er ihr seine Homosexualität lange verschweigt.
- Doros beste Freundin Trixi, die heimlich eine Affäre mit Axel beginnt.
- Ab Staffel 2: Rebecca, mit der Norbert unfreiwillig ein Kind hat.

## Episoden
Produziert und ausgestrahlt wurden drei Staffeln, wovon die ersten beiden als DVD-Box erschienen sind.

### Staffel 1
1. Ein Mann im Schrank
2. Norbert ist tot
3. Die Erbtante
4. Der Samenspender
5. Mütter und Söhne
6. Ein Mann für Margarethe
7. Eine Frau für Norbert
8. Sterne lügen nicht
9. Waltrauds Krise
10. Happy Birthday
11. Der Antrag
12. Die Nacht vor der Hochzeit
13. Wem die Stunde schlägt

### Staffel 2
1. Einer zuviel im Bett
2. Die Party
3. Schlimmer geht’s immer
4. Trixi
5. Stunde der Wahrheit
6. Flotter Vierer
7. Sugardaddy
8. Sexoholics
9. Das Superweib
10. Diamantenfieber
11. Kugelfisch und Co.
12. Trixi und Axel tun es schon wieder
13. Mein Cousin Paul

### Staffel 3
1. Babyklappe
2. Jackpot
3. Gay Line
4. Das Walross
5. Der Spassbengel
6. Die Oberweitenreform
7. Norberts Abschied
8. Rebekka und die Riesen
9. Ein standhafter Mann
10. Doro und der Schwarze Mann
11. Gentlemen mit kleinen Macken
12. Waltraud auf Achse
13. Das Wunder von Köln